# Feldmission für Menschenrechte auf der Krim
Die Feldmission für Menschenrechte auf der Krim (russisch Крымская полевая миссия по правам человека, englisch Crimean Human Rights Field Mission) ist eine Nichtregierungsorganisation, die Menschenrechtsverletzungen auf der Krim bekannt machte.

## Tätigkeit
Die Feldmission für Menschenrechte auf der Krim ist ein loser Zusammenschluss von Menschenrechtsaktivisten aus Russland, der Ukraine und anderen Nachfolgestaaten der Sowjetunion.
Sie erstellte seit dem Frühjahr 2014 regelmäßige Berichte (Monitoring) über Menschenrechtsverletzungen auf der Krim seit der Besetzung durch russische Militäreinheiten und die folgende Eingliederung in das Gebiet der Russischen Föderation.
Sie berichtete vor allem über Diskriminierungen der Krimtataren, die sich öffentlich gegen die Eingliederung ausgesprochen hatten. Sie beobachtete unfaire Gerichtsverfahren gegen einige Krimtataren und schrieb darüber.
Kritische Bürger, Journalisten und Blogger wurden starkem persönlichem Druck durch die neue russische Macht ausgesetzt und verließen meist die Halbinsel. Auch Mitglieder der Gruppe wurden mehrfach durch den russischen Geheimdienst vorgeladen und bedroht.
Am 7. Juli 2015 wurde die Feldmission für Menschenrechte auf der Krim vom Föderationsrat der Russischen Föderation zur Registrierung als »unerwünschte ausländische Organisation« vorgeschlagen, wie auch weitere 11 US-amerikanische, polnische und ukrainische Organisationen.
Am 9. September gab sie eine Veränderung der Strukturen bekannt, was praktisch das Einstellen der bisherigen Tätigkeit bedeutet.
Am 28. Oktober 2015 veröffentlichte sie ihre bisher letzte Erklärung, in der sie den Einsatz internationaler Beobachter durch die OSZE und andere internationale Organisationen zur Beobachtung der Menschenrechte auf der Krim forderte.
Sie verweist auf die Tätigkeit anderer Nichtregierungsorganisationen wie die Initiativgruppe für Menschenrechte auf der Krim.